# ヨハン・アントン・ロジー・フォン・ロージンタール
ヨハン・アントン・ロジー・フォン・ロージンタール（ドイツ語: Johann Anton Graf Losy von Losinthal, チェコ語: Jan Antonín Losy,  1650年頃 - 1721年）はボヘミアの貴族、リュート、ヴァイオリン奏者および作曲家。近侍のアカティウス・カシミール・ヒュルゼにリュートの手ほどきを受けたとされる。フランス語でコント・ド・ロジー（Comte d'Logy、ロジー伯爵）とも呼ばれた。
エルンスト・ゴットリープ・バロンの著書"Historisch-theoretische und practische Untersuchung des Instruments der Lauten"に「名実共にあたかもあらゆる楽器の中の女王と呼ばれるに恥じないものにまで高めた｣とあり、この時代のリュート音楽を完成させた。また、ドイツの高名なリュート奏者シルヴィウス・レオポルト・ヴァイスは、彼の死に際して「ロジー伯の死に捧げるトンボー」を作曲している。

## 作品
作品の多くは手稿譜で現存するが、ドイツのリュート奏者フィリップ・フランツ・ルサージュ・デ・リシェーのリュート曲集、「CABINET der LAUTEN（リュートの飾り棚）」には一曲だけロジーの作品が収録されている。